# Фейсал ибн Салман Аль Сауд
Фе́йсал ибн Салма́н ибн Абду́л-Ази́з А́ль Сау́д (араб. فيصل بن سلمان بن عبد العزيز آل سعود‎; род. 25 декабря 1970, Джидда, Мекка, Саудовская Аравия) — личный советник Служителя Двух Святынь короля Салмана ибн Абдул-Азиза Аль Сауда в ранге министра с 12 декабря 2023 года. Председатель совета директоров Фонда исследований и архивов короля Абдул-Азиза и председатель попечительского совета Национальной библиотеки короля Фахда. Губернатор Медины с 14 января 2013 по 12 декабря 2023 года. Пятый сын короля Салмана от своей жены Султаны бинт Турки ас-Судайри.

## Биография

### Ранние годы и образование
Принц  родился 25 декабря 1970 года в Эр-Рияде. Является пятым и младшим сыном короля Салмана от его первой жены Султаны бинт Турки ас-Судайри, она умерла в июле 2011 года. У него 4 старших родных брата: Фахд (1955—2001), Султан  (род. 1956), Ахмед (1958—2002) и Абдул-Азиз (род. 1960) и  младшая сестра Хасса (род. 1974).
Фейсал ибн Салман окончил Университет короля Сауда в степени бакалавра политических наук и имеет докторскую степень в Оксфордском университете. В Университете короля Сауда работал профессором политологии и изучал политические отношения в Персидском заливе.

### Карьера
После смерти своего брата Ахмеда в 2002 году, принц Фейсал стал председателем Саудовской исследовательской и маркетинговой группы (SRMG) и создал школу для подготовки журналистов.
В 2006 году стал председателем банка Jadwa Investment.
В 2009 году вошёл в совет Международного института стратегических исследований (IISS) и занимается социальной деятельностью.
В 2013 году стал губернатором Медины, сменив на этом посту Абдул-Азиза ибн Маджида. В течение 10 лет он был губернатором этого округа, пока в декабре 2023 года его не сменил принц Салман ибн Султан Аль Сауд, после чего принц Фейсал стал советником своего отца в ранге министра.

### Личная жизнь
У него 3 сыновей: Фахд, Ахмед, Салман и дочь Нуф.